# Tungsram
Tungsram fue una empresa manufacturera localizada en Hungría y conocida por sus componentes electrónicos y sus bombillas. Fue fundada en Újpest (hoy parte de Budapest) en 1896, sus productos fueron en un principio teléfonos, cables y paneles de control. El nombre "Tungsram" es un acrónimo de tungsteno y wolframio, los dos nombres más comunes por los que se llama al metal utilizado para la fabricación de filamentos para bombillas eléctricas. Antes de ser nacionalizada por el gobierno húngaro prosoviético, Tungram era el tercer mayor fabricante de lámparas y tubos de vacío, tras General Electric y RCA.

## Historia
El 13 de diciembre de 1904, el magiar Sándor Just y el croata Franjo Hanaman lograron la patente húngara número 34541, entregada a la primera bombilla incandescente con filamento a base de tungsteno que tenía una mayor duración y producía más luz que una bombilla con filamento de carbono. Los dos coinventores vendieron una licencia de fabricación de su patente a la empresa, que adoptaría el nombre de Tungsram como epónimo de las bombillas incandescentes. Hacia 1934, Tungsram adquirió también una patente, otorgada originalmente a Imre Bródy, de bombillas rellenas de gas kriptón, aumentando de esta manera su duración. Durante la Segunda Guerra Mundial comenzaron la fabricación en masa de válvulas de vacío, convirtiéndose esta en la división más rentable de la empresa.
En marzo de 1937, se comenzaron los primeros experimentos con la retransmisión de imágenes de televisión, con imágenes fijas del logotipo de Tungsram y de Mickey Mouse, aunque los primeros intentos consiguieron una tasa bastante baja de fps. Con ayuda del sistema de videocámara creado por la misma empresa, que se distinguía por su forma de almacenamiento de las grabaciones, unos meses más tarde se produjeron las primeras retransmisiones de imágenes en movimiento en una estación televisiva experimental en Újpest.
El físico húngaro Zoltán Bay, junto a György Szigeti, consiguió que la iluminación por led diera sus primeros pasos, con un diodo basado en SiC, y opcionalmente en carburo de boro, que emitía luz blanca, amarillenta o verdosa según las impurezas presentes en el material.
British Tungsram Radio Works was a subsidiary of Hungarian Tungsram in pre-war days.
Ya en los años 1990, General Electric adquirió una participación mayoritaria en la empresa, invirtiendo después 600 millones de dólares, reestructurando a fondo cada una de las operaciones. Hasta ahora, esta ha sido la mayor inversión proveniente de Estados Unidos en la industria manufacturera de Europa Oriental. Tras ello, Tungsram pasó a ser una subsidiaria de General Electric y se mantuvo el nombre exclusivamente como una marca comercial.
Hacia febrero de 2018, el CEO de GE Hungary Jörg Bauer accedió a adquirir todo el negocio relacionado con la iluminación de General Electric en Europa, Oriente Medio, África y Turquía, además todas las operaciones relativas a la iluminación aplicada al automóvil a nivel global. La empresa sigue funcionando comoe Tungsram Group.
Desde febrero de 2020, los socios de la empresa han podido acceder a la Tungsram Lounge del Aeropuerto de Budapest-Ferenc Liszt, equipado con salas de conferencias.
En abril de 2022, Tungsram despidió a 1 600 empleados, para un mes más tarde solicitar la bancarrota. Una vez llegado el siguiente noviembre, cuando terminó el periodo de protección de seis meses, anunciaron que no habían logrado llegar a un acuerdo con sus acreedores, siendo por tanto la empresa liquidada. Durante el proceso de liquidación se decidió que la fábrica de Zalaegerszeg continuaría funcionando bajo el nombre de Scintilla Fémalkatrész Kft.[cita requerida]

## Ingenieros e inventores de renombre
| Zoltán Bay (1900–1992) | Imre Bródy (1891–1944) | Ernő Winter (1897–1971) | György Szigeti (1905–1978) | Tivadar Millner (1899–1988) | Egon Orowan (1902–1989) | Michael Polanyi (1891–1976) | Dennis Gabor (1900–1979) | Pál Selényi (1884–1954) | Franjo Hanaman (1878–1941) | Sándor Just (1874–1937) |
| ---------------------- | ---------------------- | ----------------------- | -------------------------- | --------------------------- | ----------------------- | --------------------------- | ------------------------ | ----------------------- | -------------------------- | ----------------------- |
|                        |                        |                         |                            |                             |                         |                             |                          |                         |                            |                         |

## Gallery

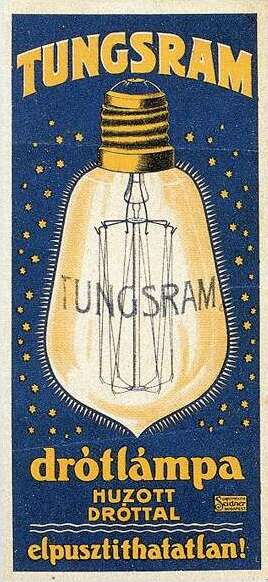
Anuncio datado en 1906 en húngaro con publicidad de la bombilla de Tungsram. Esta fue la primera lámpara que utilizaba un filamento hecho de wolframio en lugar de carbono. En la inscripción se puede leer: lámpara de filamento con alambre trefilado – indestructible
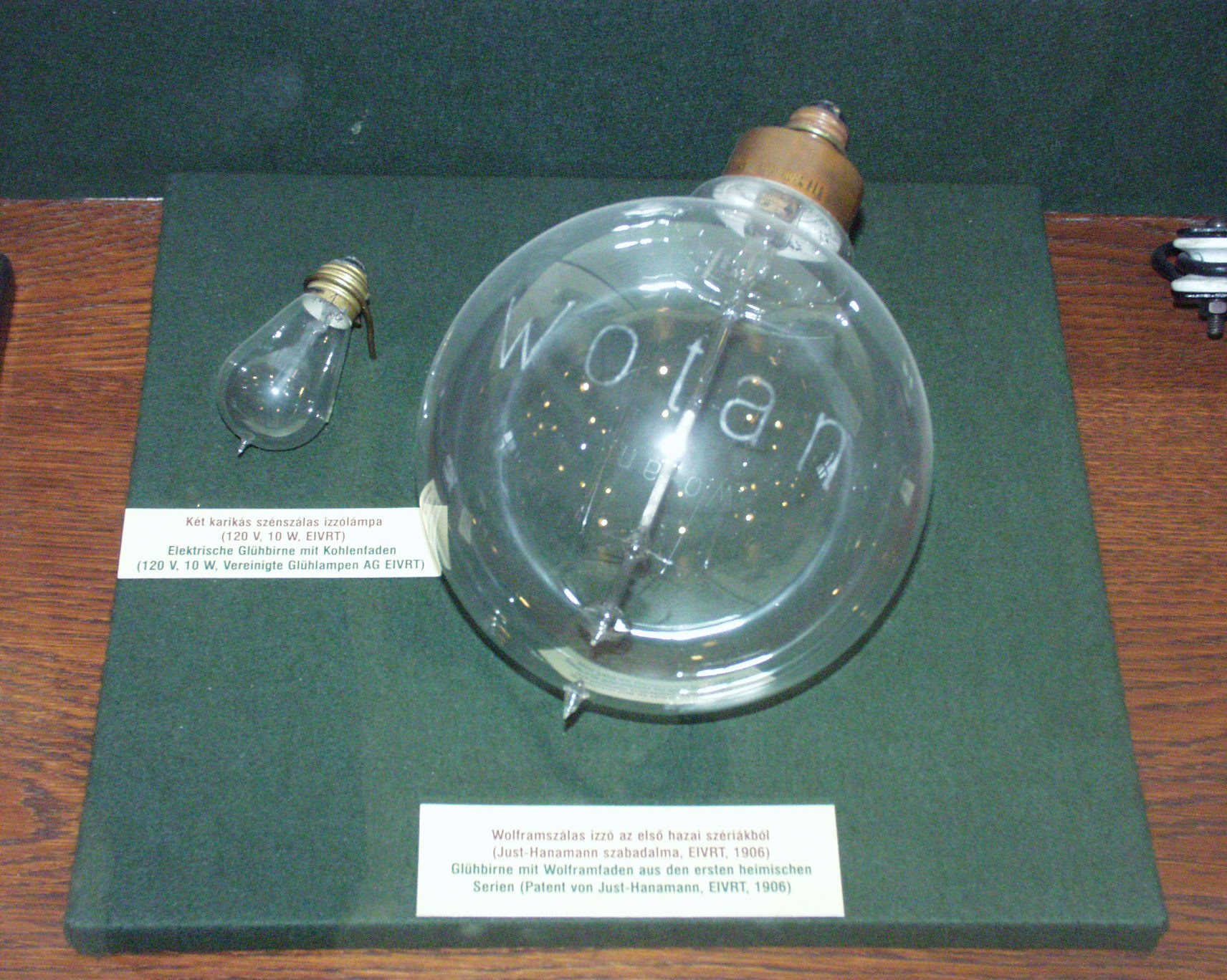
Lámparas incandescentes con filamento de carbono (izquierda) y la bombilla moderna (derecha) (no de Tungsram)
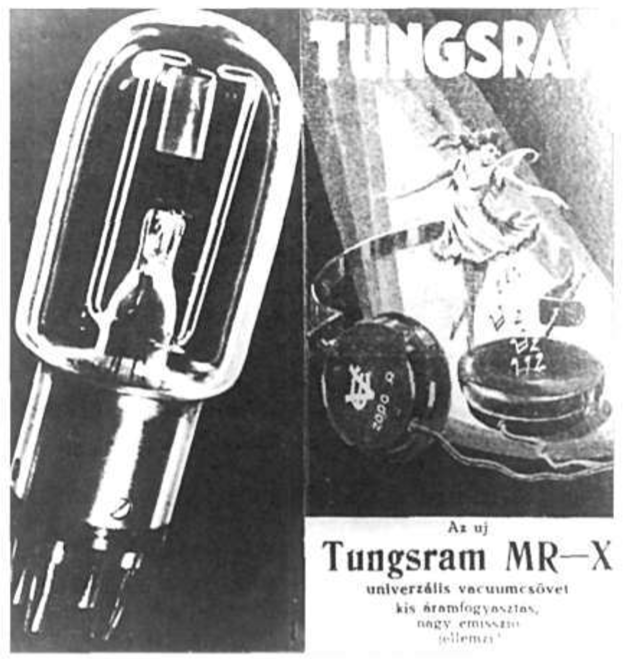
Tubo transmisor de radio Tungsram MR-X para comunicaciones de voz (1917)
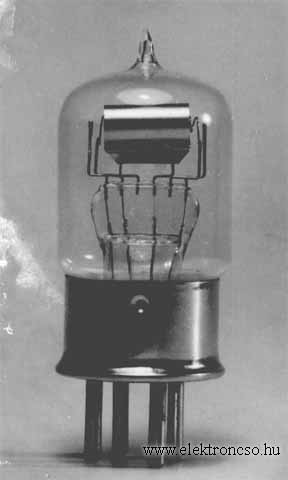
Prototipo del tubo de radio Tungsram H2 datado en 1916
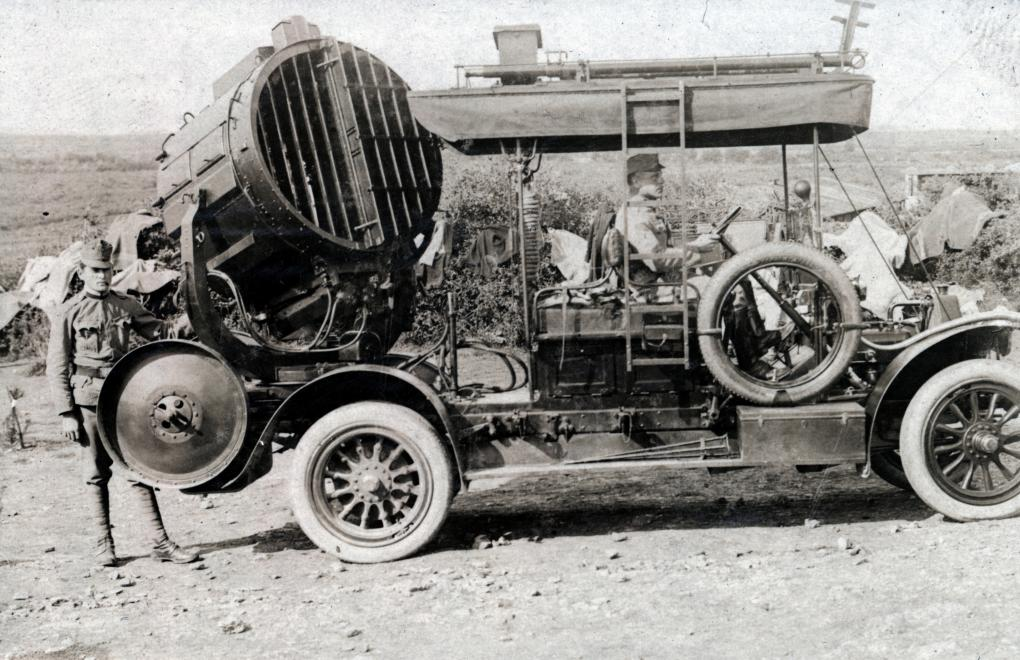
Proyector de vigilancia aérea fabricado por Tungsram (1914)
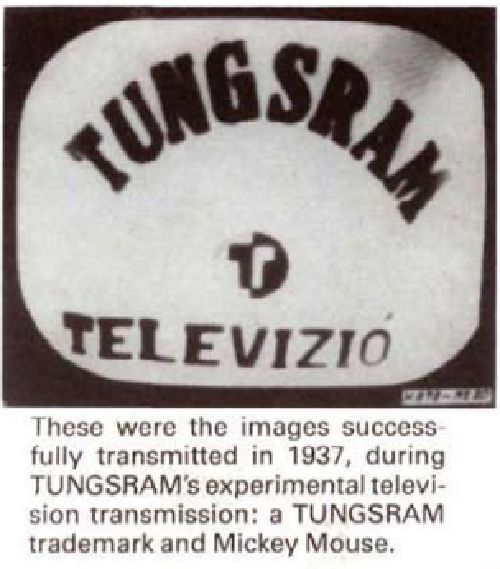
Prototipo de televisor Tungsram 1937
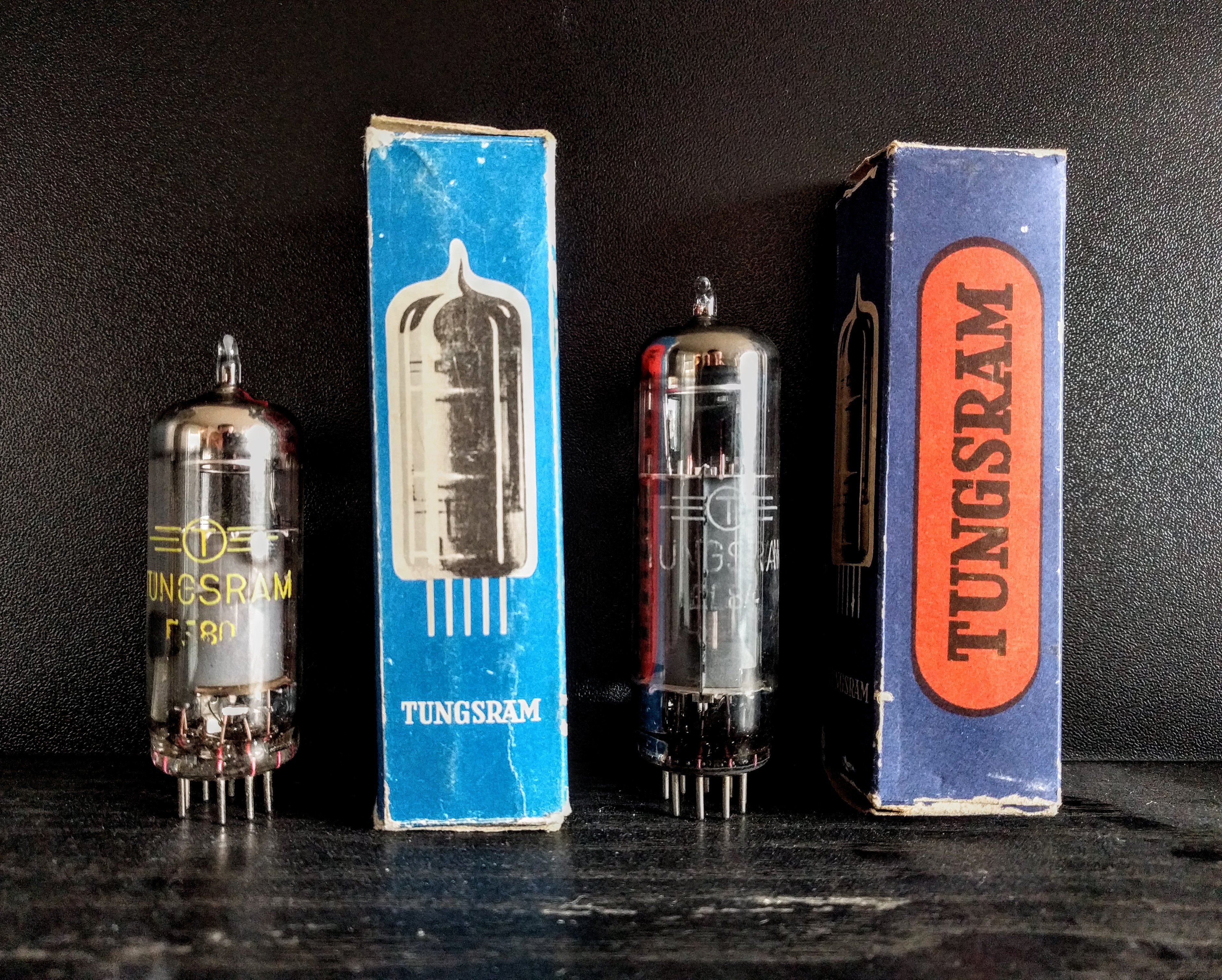
Válvulas de vacío comrciales Tungsram de los años 1970
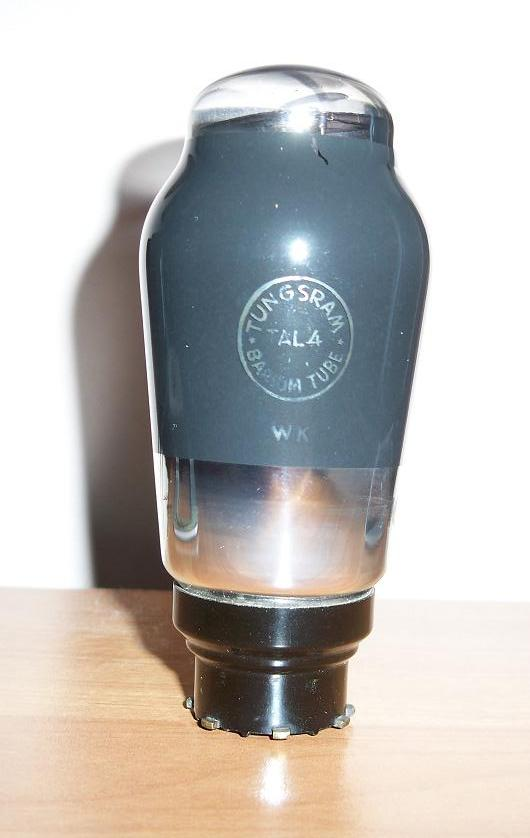
Válvulas de vacío Tungsram
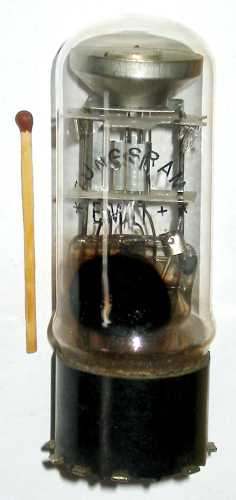
Válvulas de vacío Tungsram
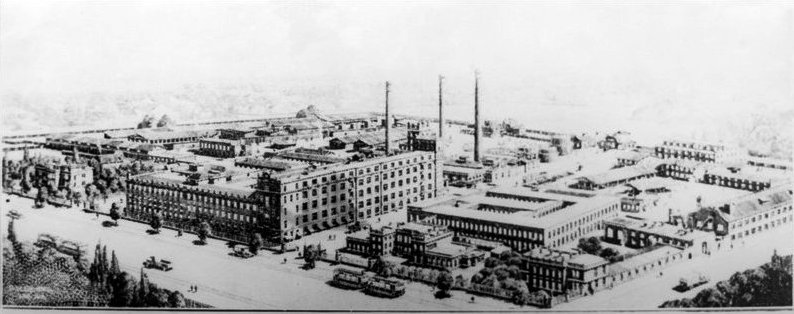
La fábrica de Budapest en 1920
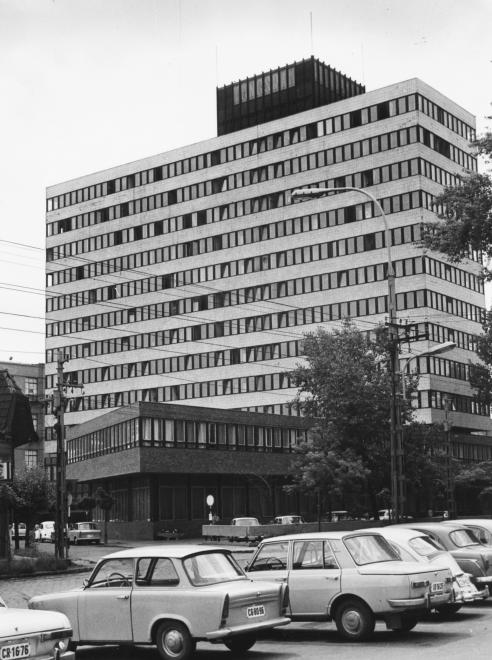
Antigua sede de Egyesült Izzólámpa és Villamossági
Bombilla de neón Tungsram NG95

## Véase ambién
- Copa Tungsram (competición de waterpolo)